# スペースプレーン

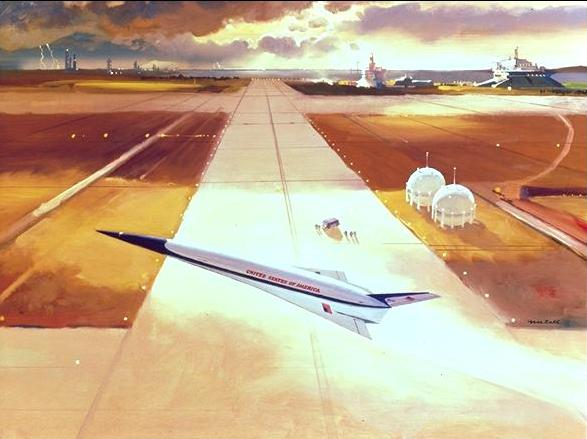
X-30の想像図（1986年）

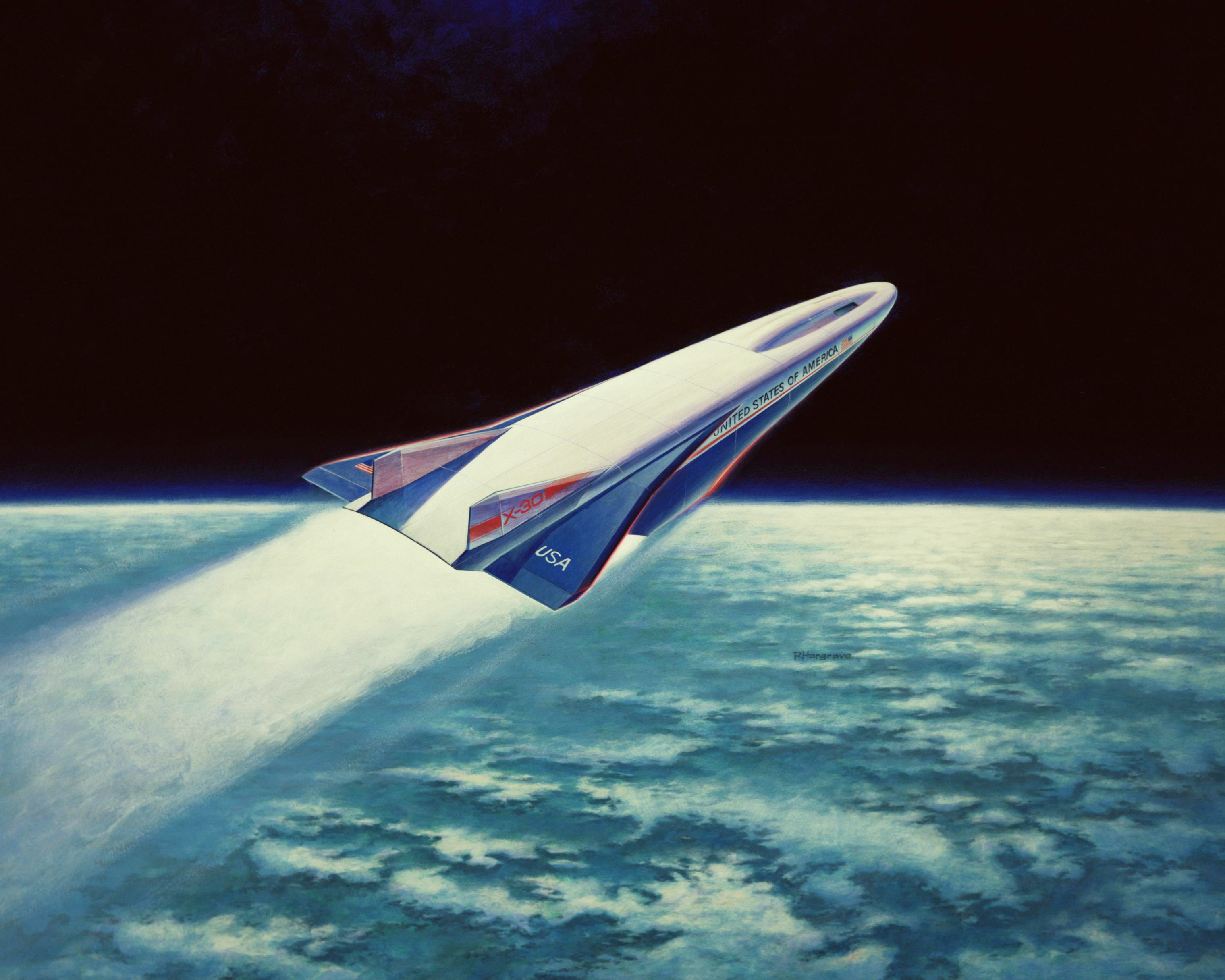
X-30の想像図（1990年）

スペースプレーン（英語: Spaceplane）は、航空機と同様に特別な打ち上げ設備を必要とせず、自力で滑走し離着陸および大気圏離脱・突入を行うことができる宇宙船。今まで複数の機体が構想されているが、技術的な問題により、実現に至った例はまだ無い。
広義には、スペースシャトルのような、翼を持ち飛行機のように滑空して着陸できる機体を含める。

## 概要
スペースプレーンは、航空機と同じように滑走路から離陸し、そのまま大気圏を離脱、そして大気圏再突入後は再び滑走路に着陸する宇宙船である。現在主流である使い捨て型ロケットのような複雑な打ち上げ設備を不要とし、コストの減少や運用地点の増加を見込む。
技術的特徴として、大気圏内においてはエアブリージング（空気吸い込み型）エンジンを利用することが挙げられる。通常のロケットでは燃料となる液体水素以外に酸化剤として液体酸素等を自重に含むため、ツィオルコフスキーの公式により一層の性能向上は難しい。そこで、大気圏内では酸化剤を搭載するのではなく、空気中の酸素を酸化剤として使用することが考えられている。また、大気圏内飛行のために主翼もしくはリフティングボディなどの揚力発生機構を有する。
スペースプレーン計画には、弾道飛行を目指すものと、衛星軌道と往還する再使用型宇宙往還機を目指すものがある。最初期の構想であるSilbervogelは弾道飛行を予定しており、X-30は「ワシントン-東京の間を2時間」とうたった「衛星軌道経由の旅客機」という構想であった。2段式（空中発進）で完全再利用の有人弾道飛行はX-15とスペースシップワンで達成されているが、これらは通常はスペースプレーンに分類されない。
現在のところ、スペースプレーンは、各国に計画があるものの実用化の目処は立っていない。宇宙飛行の大幅なコスト削減に繋がるとして期待されていたが、スクラムジェットエンジンの開発が難航しており、2009年現在の技術では飛行速度・高度に応じて複数種類のエンジンを搭載しなければならず、また大気圏外ではロケットエンジンも必要不可欠であるため、実用的な機体を設計できない。また、部分再使用型宇宙往還機のスペースシャトルが使い捨て型ロケットよりも高コストとなったことで、完全再使用型宇宙往還機のスペースプレーンに対しても懐疑的な見方がされている。

## 主なスペースプレーン
以下のリストには、翼を持ち飛行機のように滑空して着陸するものの打ち上げにはロケットを用いるといった、広義のスペースプレーンも含まれている。
| 開発元                             | 名称                                   | 画像 | 初出         | 初飛行          | 状態   | 備考 |
| ---------------------------------- | -------------------------------------- | ---- | ------------ | --------------- | ------ | --- |
| ドイツ                             | Silbervogel                            |      | 1930年代     |                 | 中止   | ナチス・ドイツ敗戦と共に研究中止                                                                                         |
| アメリカ合衆国                     | X-15                                   |      | 1954年       | 1959年 9月17日  | 退役   | 有人弾道飛行ロケットプレーン                                                                                             |
| アメリカ合衆国                     | アイシングラス計画 (Project Isinglass) |      | 1964年       |                 | 中止   | A-12/SR-71の後継として1964年から1968年にかけて進められたが中止された。                                                   |
| アメリカ合衆国                     | スペースシャトル                       |      | 1969年       | 1981年 4月12日  | 退役   | 有人宇宙船。ロケットにより打ち上げ                                                                                       |
| ソビエト連邦                       | エネルギア-ブラン                      |      | 1960年代     | 1988年 11月15日 | 退役   | ロケットにより打ち上げ                                                                                                   |
| アメリカ合衆国                     | DC-3                                   |      | 1960年代     |                 | 中止   | |
| イギリス                           | HOTOL                                  |      | 1985年       |                 | 中止   | 研究中止（1985年～1988年）                                                                                               |
| アメリカ合衆国                     | X-30 NASP                              |      | 1986年       |                 | 中止   | 開発中止（1986年～1994年）                                                                                               |
| ソビエト連邦                       | MAKS・スペースプレーン                 |      | 1988年       |                 | 中止   | |
| ドイツ                             | ゼンガーII                             |      | 1988年       |                 | 中止   | 将来型欧州宇宙輸送調査計画 (FESTIP) に移行（1988年～1994年）                                                             |
| 日本                               | スペースプレーン                       |      | 1980年代     |                 | 構想   | 2010年時点で研究レベル。実現はかなり先。                                                                                 |
| 日本                               | HOPE                                   |      | 1990年代始め |                 | 中止   | ロケットにより打ち上げ                                                                                                   |
| アメリカ合衆国                     | ベンチャースター                       |      | 1996年       |                 | 中止   | 垂直離陸水平着陸の単段式ロケットプレーン                                                                                 |
| アメリカ合衆国                     | X-37                                   |      | 1996年       | 2010年 4月22日  | 運用中 | 無人研究機。ロケットにより打ち上げ。アメリカ航空宇宙局が手を引いたため、2006年以降はアメリカ空軍専属プロジェクトとなる。 |
| インド                             | Avatar                                 |      | 1998年       |                 | 構想   | |
| ロシア                             | クリーペル                             |      | 1990年代     |                 | 中止   | 有人宇宙船。ロケットにより打ち上げ                                                                                       |
| スケールド・コンポジッツ           | スペースシップワン                     |      |              | 2003年 12月17日 | 退役   | 有人弾道飛行。母機から空中発射するロケットプレーン                                                                       |
| シエラ・ネヴァダ・コーポレーション | ドリームチェイサー                     |      | 2004年       |                 | 開発中 | 無人宇宙船。ロケットにより打ち上げ                                                                                       |
| スペースシップ・カンパニー         | スペースシップツー                     |      | 2006年       | 2013年 4月29日  | 退役   | 有人弾道飛行。母機から空中発射するロケットプレーン                                                                       |
| 中国                               | 神竜                                   |      | 2007年       |                 | 開発中 | 無人研究機。ロケットにより打ち上げ                                                                                       |
| PDエアロスペース                   | ペガサス                               |      | 2009年       |                 | 開発中 | 有人弾道飛行スペースプレーン                                                                                             |
| リアクション・エンジンズ           | スカイロン                             |      | 2000年代     |                 | 中止   | エアブリージングエンジンを用いる単段式スペースプレーン                                                                   |
| オービタル・サイエンシズ           | プロメテウス                           |      | 2010年       |                 | 中止   | 有人宇宙船。ロケットにより打ち上げ                                                                                       |
| アメリカ合衆国                     | XS-1                                   |      | 2013年       |                 | 中止   | 無人弾道飛行。多段式ロケットの1段目をスペースプレーンに置き換える計画。                                                  |
| SPACE WALKER                       | 風神                                   |      | 2018年       |                 | 開発中 | 無人弾道飛行スペースプレーン                                                                                             |
| 中国                               | 再使用可能実験宇宙機                   |      |              | 2020年 9月4日   | 運用中 | 無人研究機。ロケットにより打ち上げ。                                                                                     |
| スペースシップ・カンパニー         | スペースシップ III                     |      | 2021年       |                 | 中止   | 有人弾道飛行。母機から空中発射するロケットプレーン                                                                       |

## JAXAのスペースプレーン
旧NALは1980年代からスペースプレーンの研究を行っており、2003年のJAXAへの統合後も研究は続けられている。このスペースプレーンには2006年現在も特別な名称が無く、単に「スペースプレーン」と呼ばれている。アメリカのNASPに似た形状の想像図や、スペースシャトルのような宇宙船を背負った二段式の想像図が公開されている。
また、旧ISASで基礎研究が行われ、統合後も研究が続けられているATREXにおいても、応用例として2段式スペースプレーンの想像図を示している。